# Cartoon Network : Le Choc des héros
Cartoon Network : Le Choc des héros  (version originale : Cartoon Network: Punch Time Explosion) est un jeu vidéo de combat, édité par Crave Entertainment et développé par Papaya Studio, commercialisé sur console portable Nintendo 3DS le 2 juin 2011 aux États-Unis, et le 1er décembre 2011 en Europe. Le jeu a également été adapté pour consoles Wii, Xbox 360, PlayStation 3 sous le titre de Cartoon Network : Punch Time Explosion XL commercialisé le 15 novembre 2011 aux États-Unis, et le 18 mai 2012 en Europe.

## Personnages jouables
| Personnage(s)      | 3DS | PTE XL | Série d'origine                            |
| ------------------ | --- | ------ | ------------------------------------------ |
| Aku                | Non | Oui    | Samouraï Jack                              |
| Ben                | Oui | Oui    | Ben 10: Ultimate Alien                     |
| Billy et Mandy     | Oui | Oui    | Billy et Mandy, aventuriers de l'au-delà   |
| Bulle              | Oui | Oui    | Les Supers Nanas                           |
| Rebelle            | Oui | Oui    | Les Supers Nanas                           |
| Faucheur           | Oui | Oui    | Billy et Mandy, aventuriers de l'au-delà   |
| Capitaine Flibuste | Oui | Oui    | Les Merveilleuses Mésaventures de Flapjack |
| Capitaine Planète  | Oui | Oui    | Capitaine Planète                          |
| Chowder et Kimchi  | Oui | Oui    | Chowder                                    |
| Dexter             | Oui | Oui    | Le Laboratoire de Dexter                   |
| Ben                | Non | Oui    | Ben 10                                     |
| Excusator          | Non | Oui    | Nom de code : Kids Next Door               |
| Flapjack           | Oui | Oui    | Les Merveilleuses Mésaventures de Flapjack |
| Lui                | Non | Oui    | Les Supers Nanas                           |
| Hoss Delgado       | Non | Oui    | Billy et Mandy, aventuriers de l'au-delà   |
| Johnny Bravo       | Non | Oui    | Johnny Bravo                               |
| Kevin              | Non | Oui    | Ben 10: Ultimate Alien                     |
| Mac et Bloo        | Oui | Oui    | Foster, la maison des amis imaginaires     |
| Mojo Jojo          | Oui | Oui    | Les Supers Nanas                           |
| Momo               | Oui | Oui    | Le Laboratoire de Dexter                   |
| Numéro Un          | Oui | Oui    | Nom de code : Kids Next Door               |
| Père               | Oui | Oui    | Nom de code : Kids Next Door               |
| Belle              | Oui | Oui    | Les Supers Nanas                           |
| Jack               | Oui | Oui    | Samouraï Jack                              |
| Vilgax             | Oui | Oui    | Ben 10                                     |
| Total              | 18  | 26     |                                            |